# Alsóberecki
Alsóberecki is een plaats (község) en gemeente in het Hongaarse comitaat Borsod-Abaúj-Zemplén. Alsóberecki telt 861 inwoners (2001).